# Fernrohrtubus

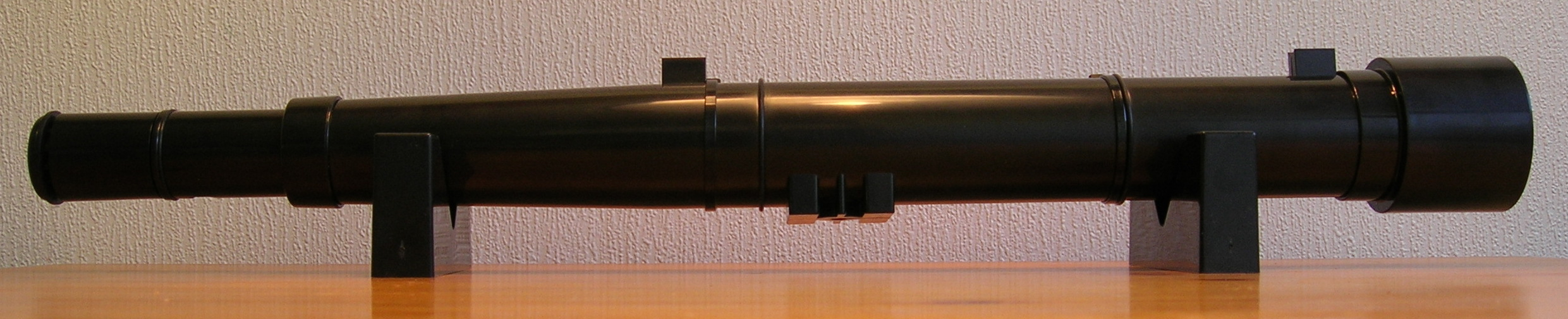
Galileoskop: kleines Linsenfernrohr, oben am Tubus Kimme und Korn, unten Stativbefestigung

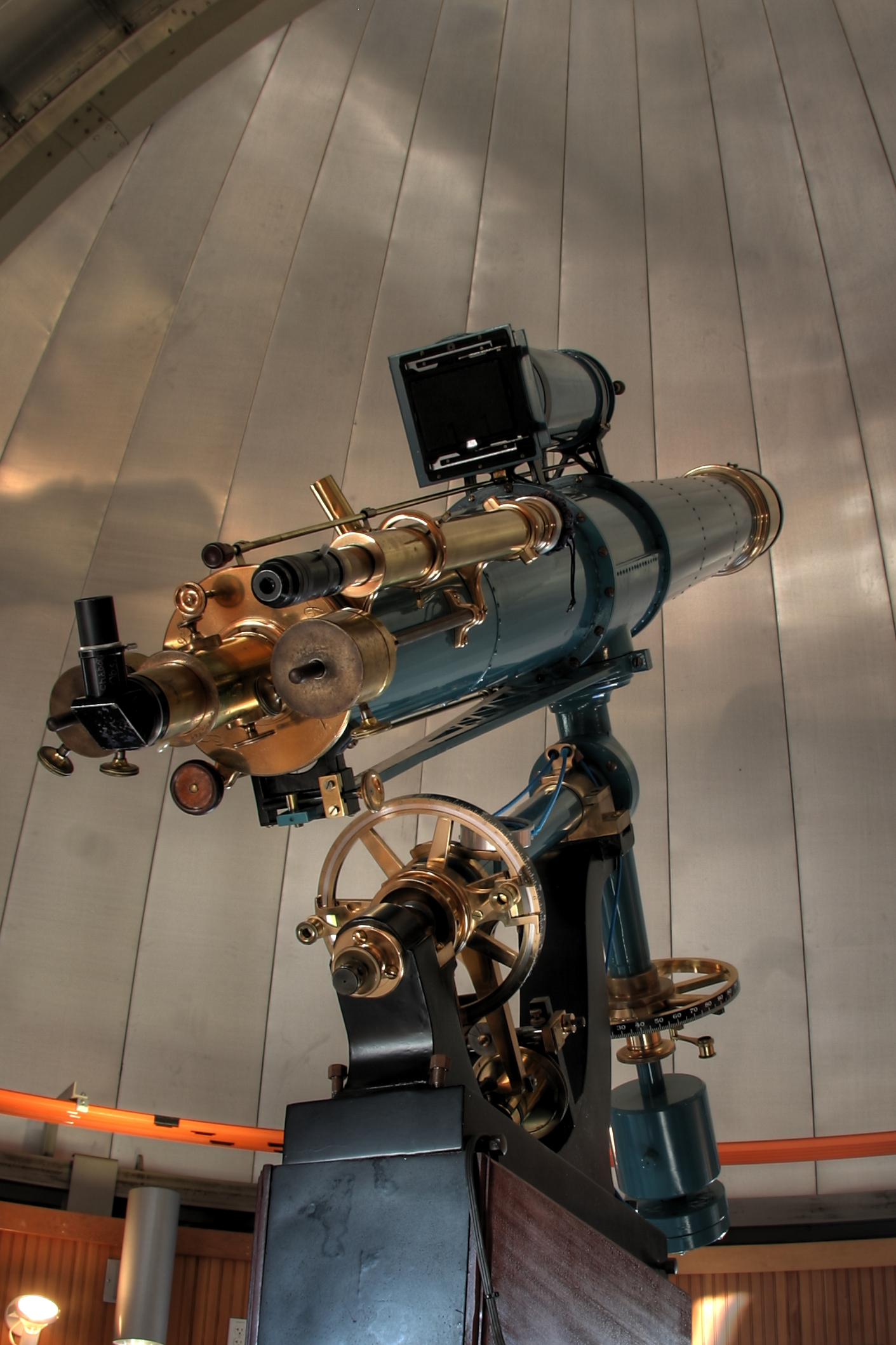
20-cm-Refraktor der Chabot-Sternwarte in Oakland von 1883. Der drei Meter lange Tubus auf deutscher Montierung trägt oben eine Kamera und den Auslöser, rechts das Sucherfernrohr, unten die Feinbewegung und neben dem Okularauszug zwei verschiebbare Gegengewichte.

Der Tubus eines Fernrohrs (lateinisch tubus, Röhre) ist das zylindrische Rohr, in der die Linsen befestigt sind und mit dem störendes Streulicht abgehalten wird. Außen am Tubus können Zielvorrichtungen und andere Hilfsgeräte befestigt sein. Bei fest aufgestellten Teleskopen (Aussichts- und astronomische Fernrohre) trägt der Tubus Rohrschellen als Verbindung zur Fernrohrmontierung.

## Tubus von Linsenfernrohren
Der Name Tubus bezieht sich vor allem auf Linsenfernrohre, wo das Rohr deutlich erkennbar ist und vorne das Objektiv trägt. Das hintere Ende mit dem Okular hat meist kleineren Durchmesser und ist für die Scharfstellung verschiebbar (Okularauszug). Der Tubus ist innen matt geschwärzt und mit dunklen Kreisblenden ausgestattet, die Lichtreflexe minimieren. Außen ist er meist hell, um die Erwärmung durch Sonnenstrahlung zu verringern.
Klassische Refraktoren auf den Sternwarten der Jahrhundertwende, von denen manche eine Baulänge über zehn Meter haben, weisen dem Fernrohrtubus noch viele weitere Funktionen zu, wie im Bild zu sehen: Neben dem Sucherfernrohr oft die Halterung für einen Astrografen (Plattenkamera) und dessen Bedienung, dazu ein parallel montiertes Leitfernrohr zur exakten Nachführung während der Belichtung, biegsame Wellen für die Feinbewegung der beiden Montierungsachsen und einen Okularauszug für den Anschluss von Spektroskopen, selbstregistrierenden Mikrometern und anderem Zubehör. Zur leichteren Beweglichkeit (die auch bei tonnenschweren Instrumenten mit einer Hand möglich sein soll) ist oft ein ausgeklügeltes System von Gegengewichten angebracht, die auf das jeweils montierte Zubehör adaptiert werden.

## Spiegelteleskope

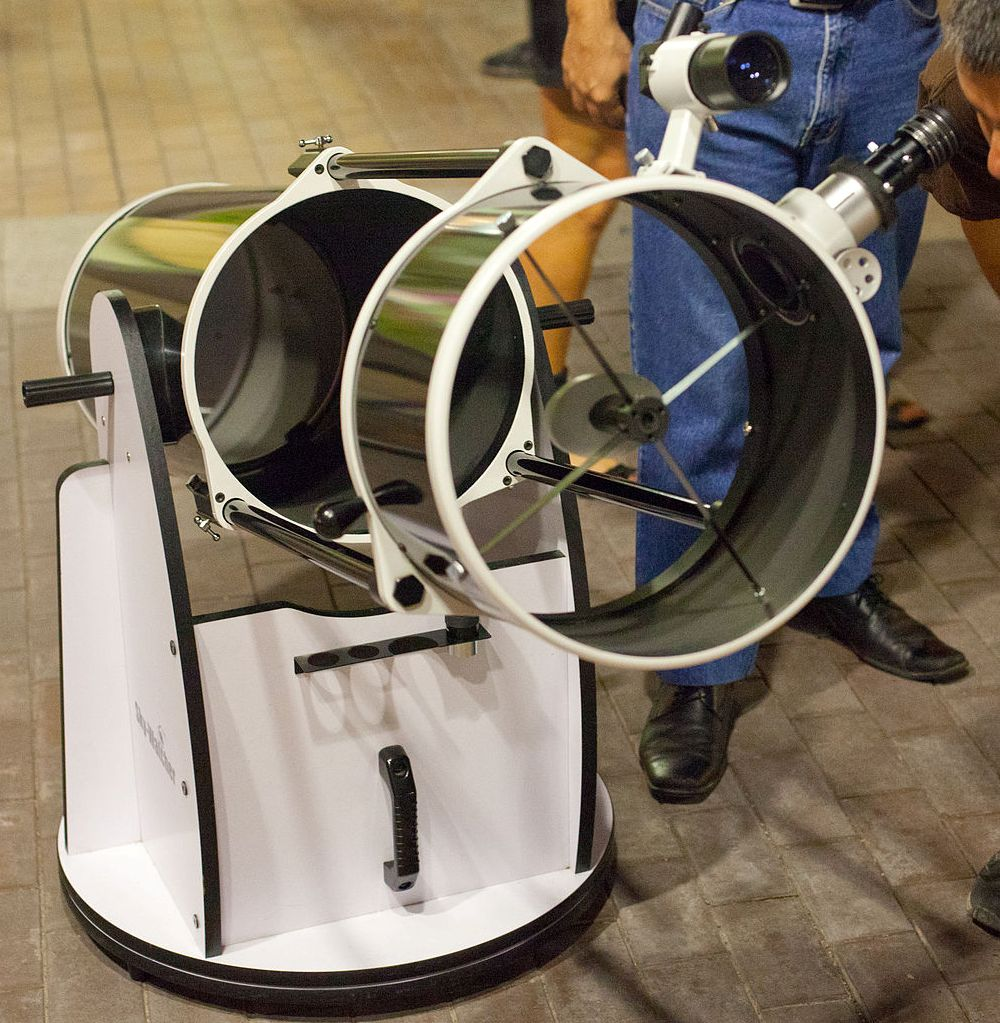
Newton-Teleskop, ca. 40/200 cm in offener Bauweise

Bei astronomischen Spiegelteleskopen ist der Tubus nicht immer durchgängig ausgeführt, sondern kann – besonders bei Großteleskopen und beim Dobson-Teleskop – durch eine Gitterkonstruktion ersetzt sein. Unmittelbar am Hauptspiegel ist aber immer ein Rohransatz vorhanden. Kleinere Spiegelteleskope (wie etwa die weit verbreiteten Achtzöller) haben immer einen durchgängigen Tubus, wenn das Okular hinter dem durchbohrten Hauptspiegel sitzt (katadioptrisches Cassegrain-Teleskop), oder wenn sie vorne eine Korrektorplatte haben (Schmidt-Cassegrain- und ähnliche Systeme).
Nach vorne lässt sich der Tubus in Form einer Taukappe verlängern, welche das Beschlagen durch nächtliche Abkühlung verhindert.
Als Tubusmaterial ist bei kleinen Selbstbauteleskopen starker Karton oder Kunststoffrohr üblich, ab dem Sechs- bis Achtzöller dünnes Stahlblech oder auch Karbonfaser. Bei größeren Riesenteleskopen wird heute aus Gewichtsgründen auch Leichtmetall verwendet.